# Punti di sospensione
I punti (o puntini, o talvolta puntolini) di sospensione o (nel parlato) tre puntini sono un segno di punteggiatura, costituito graficamente da un gruppo di tre punti consecutivi, scritti orizzontalmente. Si tratta di un segno di pausa e quindi nella lettura corrisponde a un intervallo fonetico paragonabile a quello di una virgola.
Si usano anche nelle citazioni testuali per indicare una parte omessa; in tal caso si chiamano punti di omissione e sono racchiusi tra parentesi quadre: [...].

## Utilizzo
I punti di sospensione hanno vari utilizzi:
- Segnalano una "sospensione" nel discorso (da cui il nome), come una frase non conclusa, un'esitazione o un accenno lasciato volutamente indefinito (figura retorica della reticenza o della sospensione). Sono utilizzati anche per riprodurre l'andamento spezzato ricco di pause della lingua parlata.[1] Sono attaccati alla parola che li precede e sono seguiti sempre da uno spazio a meno che il carattere successivo non sia una parentesi di chiusura o un punto interrogativo.[2][3][4]
- Se posti alla fine di una frase si riprende con la lettera maiuscola, nel caso contrario con la minuscola[2]. Esempi:
  - «e qualcosa che va e tropp'altro che non passerà la cruna... / Occorrono troppe vite per farne una.» (Eugenio Montale, "L'Estate", in Le occasioni, 1939[5])
  - «Ella è… non è…» (Dante, Divina Commedia, Canto settimo del Purgatorio)
- Segnalano anche la "sospensione" di una parola che pronunciata per esteso risulterebbe volgare, di turpiloquio o una imprecazione. In questo caso i puntini sono attaccati alla parte antecedente o seguente del termine. Esempi:
  - "vaffa…"
  - "…zzo"
- Se sono soli in una frase, i punti di sospensione indicano sorpresa e stupore: non è raro trovare questo utilizzo nei romanzi e nelle opere di narrativa in genere.
- I punti di omissione, convenzionalmente sempre in numero di tre, si adoperano fra parentesi quadre per indicare in una citazione testuale la deliberata omissione di una parte di testo originale; questo utilizzo è frequente nei libri di studio, in cui non si possono riportare brani integrali di un'opera ma solo i passaggi salienti. S'impiegano anche nelle trascrizioni diplomatiche per segnalare una lacuna nel testo conservato (in genere, si mettono tra parentesi quadre tanti puntini, quante sono le lettere cadute o illeggibili).
- I puntini sospensivi indicano inoltre iterazione, come nel caso di formule matematiche come {\displaystyle 1+2+3+...+9+10=55}, che significa "la somma di tutti i numeri interi da 1 a 10 è uguale a 55", o nelle elencazioni di elementi di una successione come 1, 2, 3, …, n (i numeri da uno a n).
- In messaggistica (sms, chat, commenti sui social network…) i puntini sospensivi possono significare silenzio dovuto a disaccordo, disapprovazione o confusione.

## Caratteri
I puntini di sospensione vengono spesso inseriti come punti. In Unicode esiste il carattere '…' (HORIZONTAL ELLIPSIS, U+2026).
In HTML corrisponde all'entità &hellip;, mentre in TeX sono presenti \ldots e \cdots.
Su Windows i puntini di sospensione possono essere inseriti in un unico carattere con Alt+0133 utilizzando il tastierino numerico.